# Велиссариу, Иоаннис
Иоаннис Велиссариу (греч. Ιωάννης Βελισσαρίου; 26 ноября 1861, Плоешти, Объединённое княжество Валахии и Молдавии — 12 июля 1913, Градево Болгария) — офицер греческой армии, герой Балканских войн.
Сыграл значительную роль в Битве при Бизани, вынудив турецкие войска к безоговорочной капитуляции. Не поднявшись выше звания майора, Велиссариу занял достойное место в военной истории современной Греции. Погиб в сражении в Кресненском ущелье в последние дни Второй Балканской войны.
Велиссариу «олицетворял наступательный порыв греков в войнах 1912—1913 годов и являлся образцом стремительного и образованного офицера».

## Биография
Велиссариу родился в семье зажиточного землевладельца, эмигрировавшего в Румынию из Кими, остров Эвбея. 11 марта 1881 года, закончив греческую гимназию, Велиссариу вступил в греческую армию, в качестве призывника. В ходе службы и, уже как доброволец, он получил звание капрала. В 1884 году, получив звание сержанта, поступил в Военное училище унтер-офицеров, которое закончил 7 октября 1887 года, в звании младшего лейтенанта пехоты. С 25 февраля 1894 года по 24 февраля 1897 года Велиссариу служил в жандармерии. С началом греко-турецкой войны 1897 года Велиссариу служил командиром взвода 4-й роты ΙΙΙ/5 пехотного батальона, который находился в подчинении 2-й бригады. Здесь, на перевале Мелуна, Велиссариу впервые проявил свои офицерские качества, удерживая позицию, когда все соседние части отошли.
В последующие годы он был назначен командиром жандармерии на острове Скопелос. В 1909 году он принял участие в офицерском движении в Гуди. В 1905 году Велиссариу перевёл и издал книгу французского военного теоретика, в будущем маршала, Фердинанда Фоша «Начала ведения войны» (фр. Les principes de la guerre).

## Первая Балканская война
В период Первой Балканской войны Велиссариу командовал батальоном 4-го пехотного полка ΙΙ-й дивизии, участвуя с первого дня войны в наступательных операциях греческой армии. Битва при Сарантапоро стала первой в череде сражений той войны, в которой Велиссариу проявил себя. Велиссариу быстро продвинулся за позиции турок, пресекая путь к их отступлению, вызвав волнение в их лагере.
Примечателен эпизод, состоявшийся накануне Битвы при Сарантапоро. Воодушевлённый первыми победами, командир 4-го полка полковник Папакирьязис забыл на военном совете определить зону операции и направление. Когда Велиссариу напомнил ему об этом, Папакирьязис ответил: «Константинополь». Велиссариу свои громким голосом повторил офицерам «направление Константинополь». Папакирьязис решил что Велиссариу иронизирует и взялся за саблю, но поедин удалось избежать, благодаря вмешательству других офицеров. Папакирьязис был женат на сестре жены Велиссариоса; погиб в бою во Второй Балканской войне против Болгарии в битве у города Лахана).
Битва при Бизани за освобождение города Янина стала последней и самой значительной в череде сражений Первой Балканской войны, где Велиссариу отличился. Битва началась в начале декабря 1912 года и продолжилась вплоть до первой декады января 1913 года, но без значительных результатов для греческой стороны. В этих операциях майор Велиссариу подчинялся 1-му гвардейскому полку эвзонов. В первые дни сражения Велиссариу получил лёгкое ранение в ногу. После неудачных первоначальных операций, 16 февраля греческий генштаб издал приказ о новой атаке на Янина. Согласно плану операций основные действия должна была предпринять 2-я группа армии с запада, с целью обойти Бизани, и одновременно из центра и с востока должны были произведены отвлекающие атаки, с мощной артиллерийской подготовкой. 2-я группа армии наступала тремя колоннами (1-я, 2-я и 3-я). 2-я колонна, из ущелья Манолиаса, продвигалась к высоте Св. Николай, а затем к селу Педини. 1-й полк эвзонов, состоящий из 8-го и 9-го батальона, вместе с 1/17 пехотным батальоном, был авангардом 2-й колоны. 2 батальона эвзонов были развёрнуты впереди и 1/17 пехотный батальон шёл за ними в качестве резервного. Наступление началось в 07.45.
После жестоких боёв и с солдатами погрязшими в грязи по колено, Велиссариу смог пройти между тремя, ещё не сдавшимися, турецкими фортами (Хиндзирело, Бизани и Кастрица) и вместе с батальоном Ятридиса занял село Агиос Иоаннис, взяв большое число пленных и захватив большое количество боеприпасов. Два батальона немедленно установили форпосты и прервали телефонную и телеграфную связь Янина с Бизани. В оставшиеся ночные часы солдаты этих двух батальонов взяли в плен 37 офицеров и 935 солдат турецкой армии, которые отступали через их расположение, не зная о глубоком рейде эвзонов Велиссариу и Ятридиса. Одновременно Велиссариу и Ятридис продвинули свои форпосты ближе к Янина. В 23.00 20 февраля перед Велиссариу предстали православный греческий епископ Додонский, турецкие лейтенанты Реуф и Талаат с письмом от иностранных консулов и Эсат паши, с предложениями о сдаче Янина. Дерзкая операция Велиссариу и Ятридиса стала причиной того, что турки поверили что у Янина сконцентрированы большие греческие силы и, следовательно, любое сопротивление становилось бесполезным. Эсат-паша сдался и Велиссариу лично отвёл турецкую делегацию в греческий генштаб.

## Вторая Балканская война

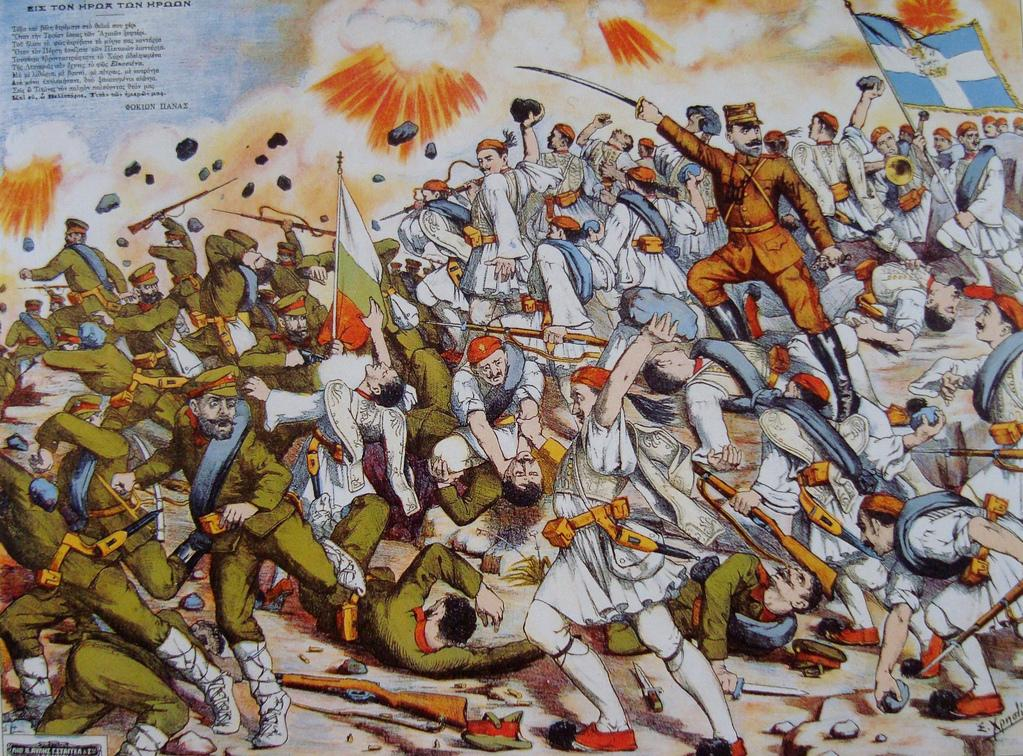
литограф С. Христидис — последний бой Велиссариу.

Во Второй Балканской войне против Болгарии Велиссариу принял участие в Битве под Килкисом и Лахана, где 1-й полк эвзонов действовал по приказам VI-й дивизии. Велиссариу перемещался верхом по позициям и не прятался от огня, чтобы воодушевить своих гвардейцев, получив от них имя «чёрный всадник». В 16.00 21 июня майор Велиссариу, со своим батальоном, вступил в Лаханас. Немедленно и вместе с 1-й ротой 4-го пехотного полка (лейтенант Георгиос Зирас) Велиссариу начал преследование отступающих болгар, не дав им время на реорганизацию и занятие оборонных позиций.
В ходе той же операции, 26 июня, армия Манусояннакиса, направляясь на занятие гор Белес из Цаферли к Хаджи Бейлику, поручила VI-й дивизии занять перевал Демир Капу (тур. «Железные ворота»). Операция была поручена 9-му батальону эвзонов Велиссариу. 12 июля 1913 года VI-я дивизия, принимая участие вместе с другими греческими частями в сражении в Кресненском ущелье, получила задание от генштаба развернуть свой левый фланг к Ореново, с целью окружения фланга оборонной болгарской позиции. Вскоре, бой принял такой оборот, где роль авангарда взял на себя 9-й батальон Велиссариу. Эпицентром сражения стала высота «1378» где сошлись греческий 1-й полк эвзонов и болгарский полк царской гвардии.
Велиссариу и его батальон встретили сильное сопротивление и понесли большие потери. В самый критический момент боя, когда эвзоны использовали против болгар камни скал, поскольку боеприпасы иссякли, Велиссариу встал во весь рост и размахивая своим револьвером крикнул: «Кто хочет победы или смерти пусть следует за мной» и первым бросился на позиции болгар. За ним последовали его эвзоны. Под огнём пулемётов противника, батальон нёс огромные потери, но продолжал атаку. Велиссариу был тяжело ранен, вынесен с поля боя, но умер на операционном столе.
Высота «1378» была взята без боя подоспевшей 7-й дивизией и оставшимися в живых эвзонами 15/28 июля 1913 года. Болгары отступили, оставив открытой дорогу к Горной Джумае, которую греческая армия заняла на следующий день.
Велиссариу был похоронен рядом с полем боя.
Когда командующий греческой армией король Константин I получил известие о смерти Велиссариу, он заявил: «Этого следовало ожидать. Такие герои не живут долго». В телеграмме соболезнования отправленной супруге Велиссариу король писал «Приветствую Героя Героев» (греч. Χαιρετίζω τον Ήρωα των Ηρώων).

## Память
- Греческое Военное училище эвэлпидов является одновременно и боевым полком. Один их двух батальонов полка носит имя майора Велиссариу.
- Улицы многих городов Греции носят его имя.